# Mont Saint-Sébastien
Pour les articles homonymes, voir Saint-Sébastien.
Le mont ou la montagne Saint-Sébastien est un sommet du sud-est du Morvan. Il est l'un des premiers sommets du massif de Montjeu depuis le sud de la commune d'Autun, en Saône-et-Loire en France.
Il est réputé pour son panorama sur la plaine autunoise depuis le site de la Croix de la Libération, une croix monumentale érigée en 1945 commémorant la Libération. Le site propose aussi des actives sportives de loisirs comme des parcours de descente ou du vol libre.

## Géographie

### Situation et paysage

Carte des différentes entités paysagères qui composent le massif du Morvan.

Le mont Saint-Sébastien est situé au sud-ouest d'Autun, à proximité de la frontière avec Brion, Mesvres et Broye. Il est accessible en voiture depuis un détour de la route départementale 256, dite route de la Chicolle et de Montjeu, rejoignant le faubourg Saint-Blaise à Autun et la route départementale 46 au bourg de Mesvres.
À l'extrémité sud-est du Morvan, depuis le massif du mont Beuvray dont il est séparé par la vallée de l'Arroux (au sud) et la plaine d'Autun (au nord), le mont Saint-Sébastien est une des premières hauteurs du massif de Montjeu. S'élevant rapidement (la pente moyenne est de 12 %), elles marquent une rupture nette avec les fonds de vallée plats et ouverts qui l'entourent,. Le sommet du massif, qui s'élève de 200 à 300 mètres au-dessus des territoires voisins, est le signal de Montjeu à 668 mètres. Le mont Saint-Sébastien intègre l'entité paysagère reconnue de la montagne d'Autun, où au sud se forme la plaine industrielle du Creusot et de Montceau-les-Mines et à l'ouest, séparé par la vallée du Mesvrin, se démarque le massif d'Uchon et le point le plus haut du paysage, le signal d'Uchon (681 m). Le mont Saint-Sébastien est situé à proximité de la chênaie-hétraie de la forêt de Montjeu, qui entoure le château de Montjeu, un espace fermé protégé en tant que zone naturelle d'intérêt écologique, faunistique et floristique,.
Le mont Saint-Sébastien culmine à 609 mètres. Comme pour l'ensemble du massif, la forêt y est omniprésente et les espaces ouverts y sont rares. La combinaison du relief, des sols, du climat est propice à son développement,. À l'origine forêt de feuillus, elle subit l'enrésinement, la plantation monospécifique de conifères. Ce processus produit sur le paysage des effets de striures très visibles, calés sur le parcellaire cadastral, qui, associés avec leur grande taille et leur couleur sombre en toutes saisons, artificialisent le paysage,,. L'eau n'est pas présente ; elle n'apparaît que plus au sud sur le plateau,.

### Orogenèse
Le socle du massif de Montjeu, et du mont Saint-Sébastien, est un bloc granitique, formé avec le Morvan entre le Dévonien et le Carbonifère, qui affleure partout en périphérie. Il a aussi connu des couches successives de grès, d'argile, de marne et de calcaire, qui sont respectivement apparues lors de l'érosion au Trias, au Rhétien et sous la mer jurassique, depuis décapées.

### Urbanisme

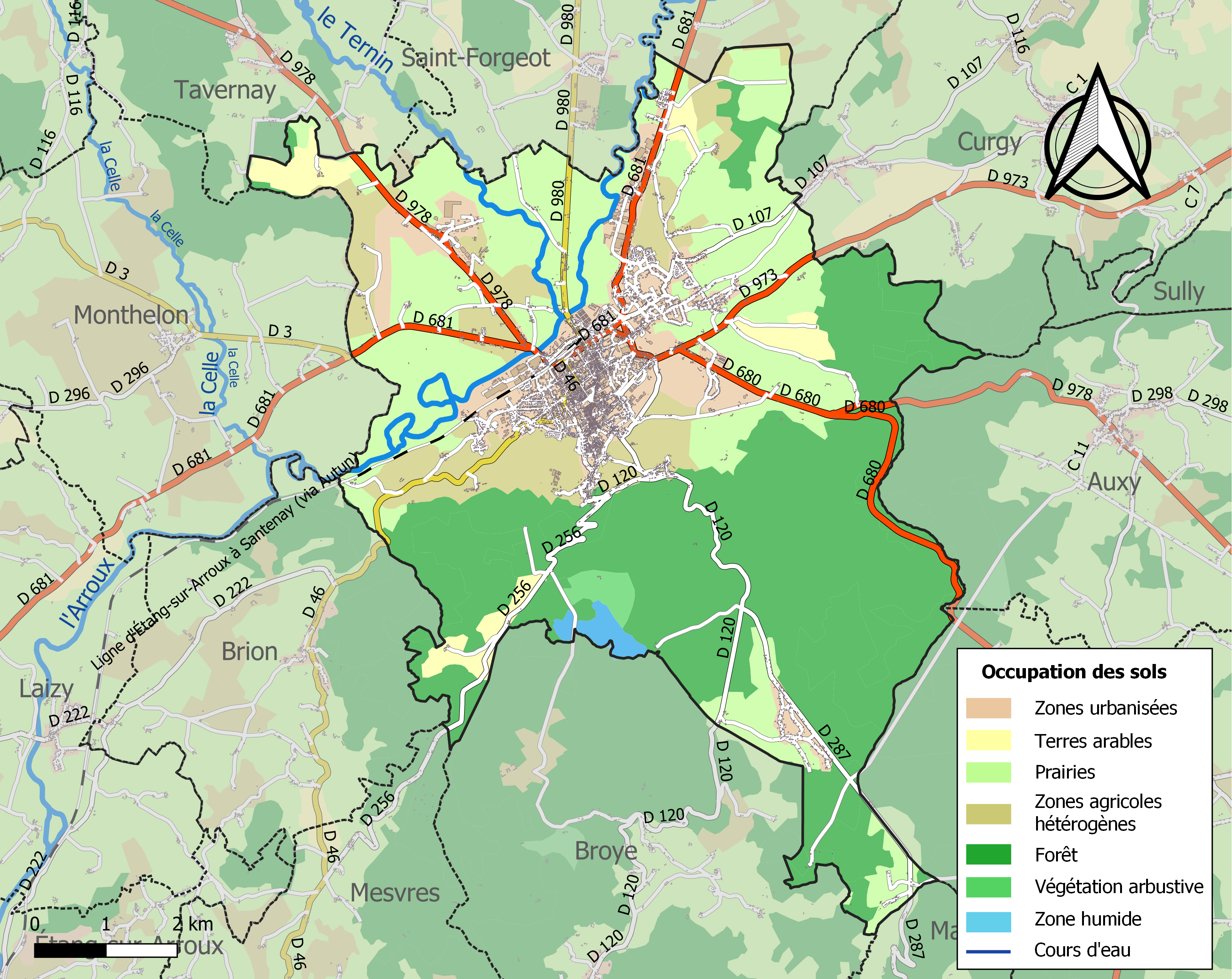
Carte de l'occupation des sols à Autun. Le mont Saint-Sébastien est la portion de forêt la plus à l'ouest, délimitée par la D256.

Début d'un territoire rural entre Autun et Le Creusot, l'habitat est très peu présent et le mont n'est pas habité,. Sur l'ensemble du massif, il est composé principalement de hameaux et de fermes isolées se répartissant le territoire agricole. Au sud, la vallée du Mesvrin concentre l'habitation.
Autour du mont Saint-Sébastien, se situent en périphérie d'Autun les hameaux les Rivereys, les Riveaux, la Chicolle et l'extrémité sud du faubourg Saint-Blaise avec notamment le pole technologique et professionnel du lycée Bonaparte et le château du Petit Montjeu. De l'autre coté, à proximité de l'espace ouvert dit Pâture de la Grille, se trouve seul le hameau le Pavillon, constitué de trois bâtisses. Le mont abrite quatre lieux-dit, mais qui ne sont pas habités : la Bruyère, la Croix de la Libération, Garenne-Saint-Claude et Saint-Claude.
Deux pylônes sont situés sur son sommet, dont un pylône autostable de 44 mètres servant d'émetteur, propriété de TDF, en activité depuis au moins 1962. Il est exploité par le Conseil régional de Bourgogne-Franche-Comté, EDF, Bouygues Telecom, Free mobile et SFR.

### Panorama
La hauteur du mont Saint-Sébastien est divisée entre le sommet et un plateau, situé à 588 mètres d'altitude, constitué d'une parcelle boisée traversée par une route et d'un parking dégagé, qui donne directement accès au monument de la croix de la Libération. Il offre un large panorama sur la ville d'Autun, la plaine bocagère et forestière des vallées de l'Arroux et du Ternin (affluents de la Loire) et les monts du massif du Morvan au loin,. Autun y apparaît bien délimitée et regroupée, contrastant avec l'étendue agricole de la plaine.

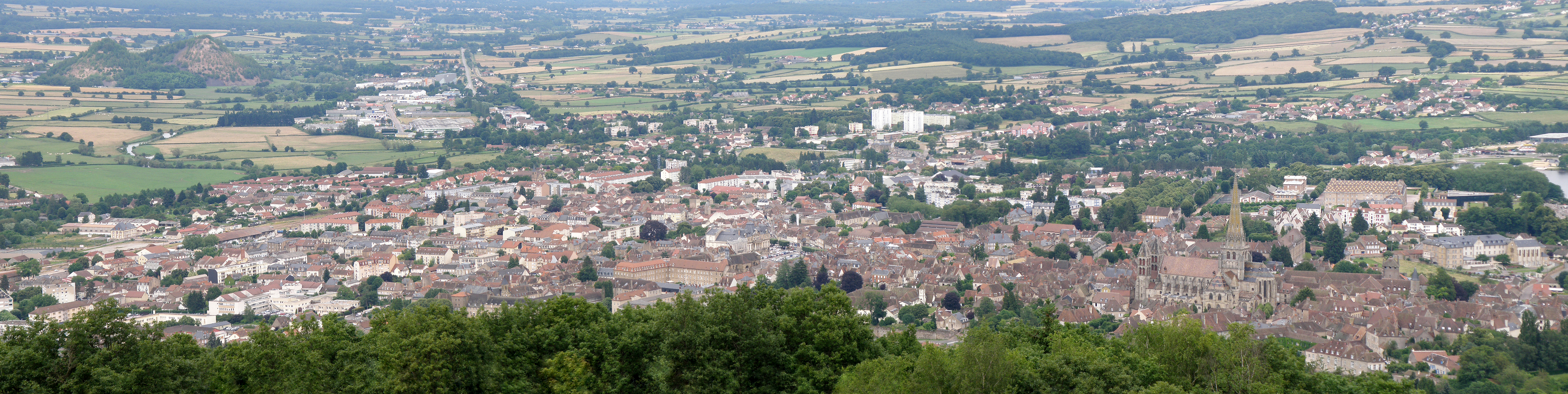
Le panorama sur Autun.
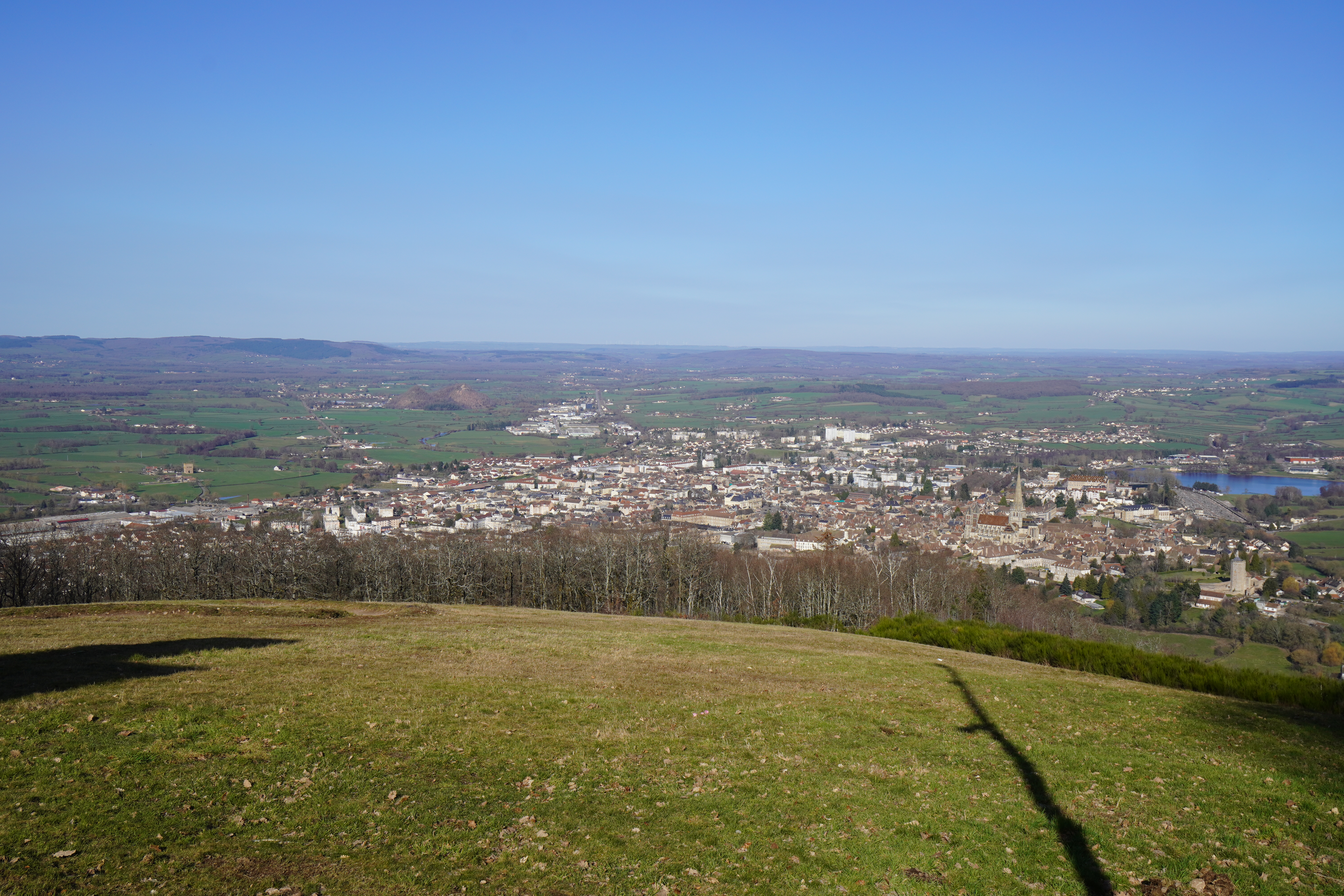
Le panorama vu depuis la croix de la Libération.
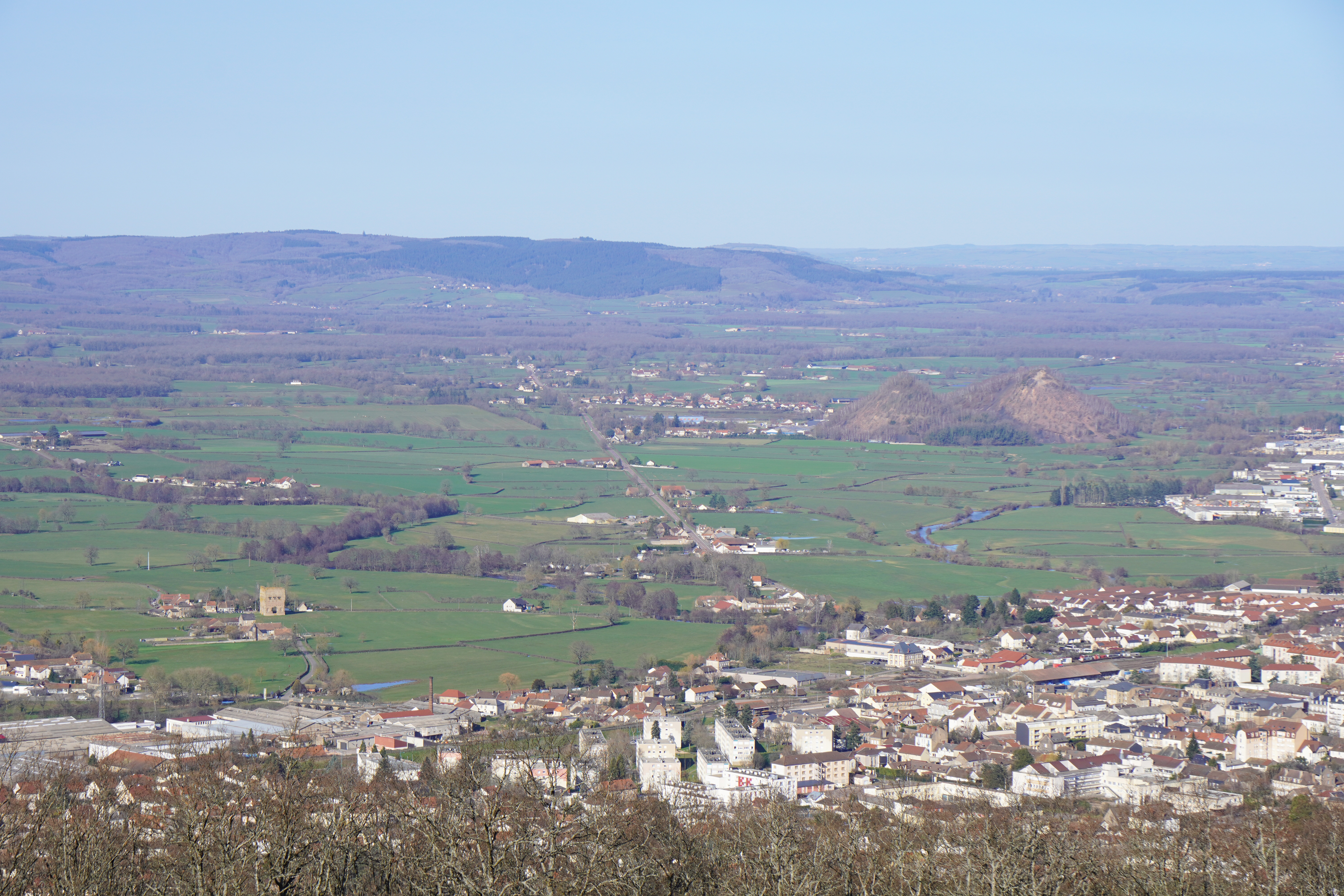
Détail sur la Genetoye avec le temple de Janus, le faubourg d'Arroux avec le tracé antique de la via Agrippa, l'Arroux puis les terrils de la mine des Télots.

## Croix de la Libération

### Contexte
Lors de la Libération de la France en 1944, les troupes allemandes sont prises en étaux entre les Alliés ayant débarqués en Normandie et en Provence. Pour se retirer, un certain nombre empruntent les routes traversant Autun. Le 8 septembre 1944, le maquis FTP Valmy lance une attaque pour libérer la ville. Il est rejoint par le corps franc Pommiès, le 2e régiment de dragons, la 1re division française libre et les maquis locaux, qui parviennent à libérer Autun après quatre jours de combats. Les pertes sont de 200 morts et 500 blessés dans chacun des camps.
Le 16 juin 1944, l'évêque d'Autun, Lucien-Sidroine Lebrun, place la ville sous la protection du Sacré-Cœur et fait le vœu public « d'élever bien haut sur la ligne d'horizon un monument à la gloire du cœur de Jésus » une fois les Allemands boutés en-dehors.

### Construction et inauguration
Au cours des années qui suivent sa libération, la ville d'Autun commémore le souvenir des derniers combats. Plusieurs voies prennent le nom des libérateurs, comme la rue des Fusiliers-Marins, la rue du 2e-Dragons ou le carrefour de la Légion. Dès 1945, l'évêque Lebrun célèbre un Te Deum solennel puis fait ériger sur le mont Saint-Sébastien une croix de la Libération qui domine la ville.
La construction débute le 9 septembre 1945. Symboliquement, la première pierre est posée par Gabriel Piguet, évêque de Clermont ayant été déporté à Dachau. La Croix est bénie le dimanche 7 septembre 1947. Ce jour-là, selon la Semaine religieuse, la traditionnelle procession de Saint-Lazare forme un cortège de plusieurs milliers de personnes qui monte sur le Saint-Sébastien. Au pied de la croix, en présence du général André Demetz, un des libérateurs d'Autun, la cérémonie débute par un Magnificat chanté par l'évêque Lebrun puis le cardinal Pierre Gerlier bénie le monument. La croix de la Libération est ensuite inaugurée le 5 septembre 1948.

### Caractéristiques
Taillée dans le granite, la croix de la Libération mesure 16 mètres de haut.

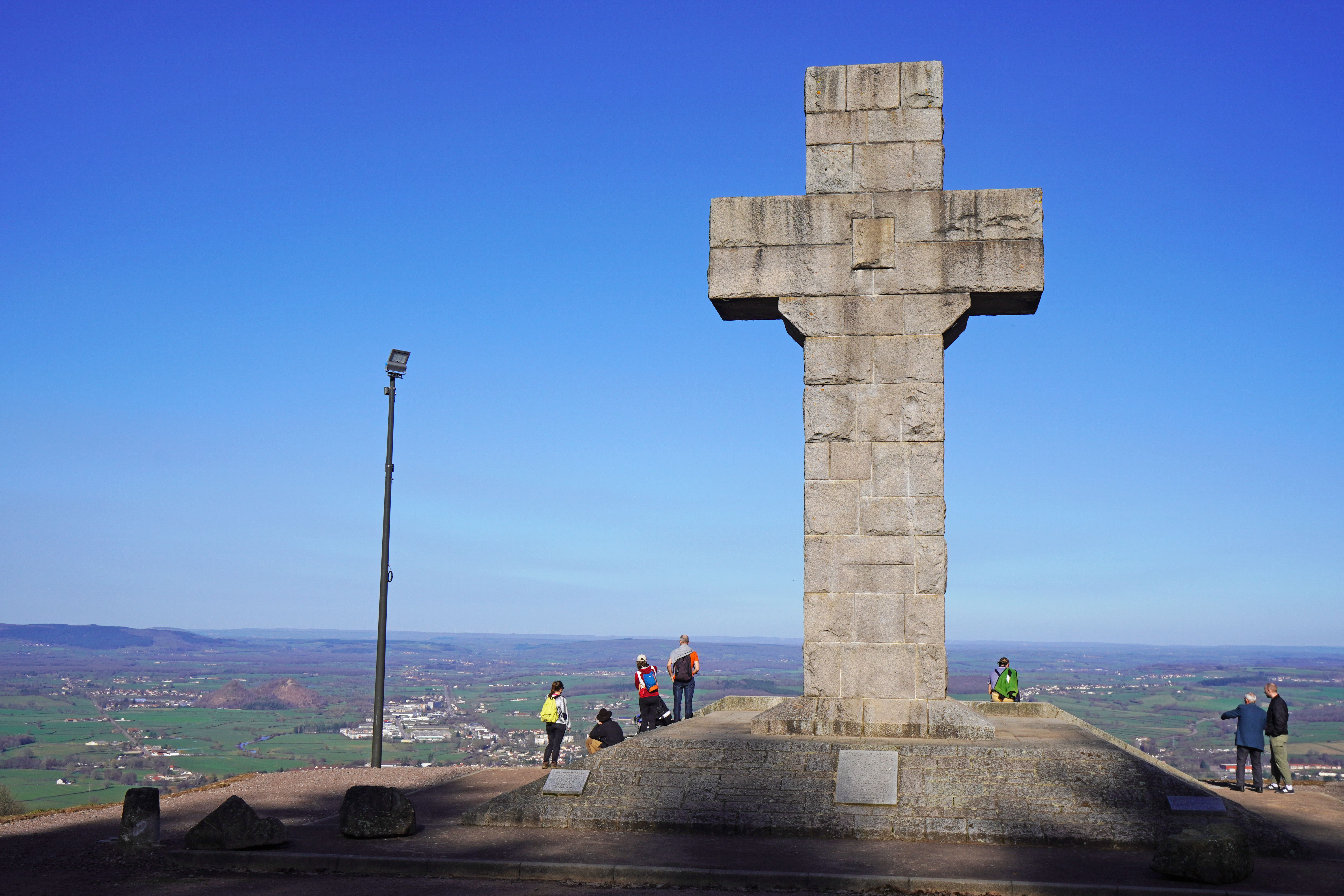
Vue de la croix depuis le parking en direction d'Autun.
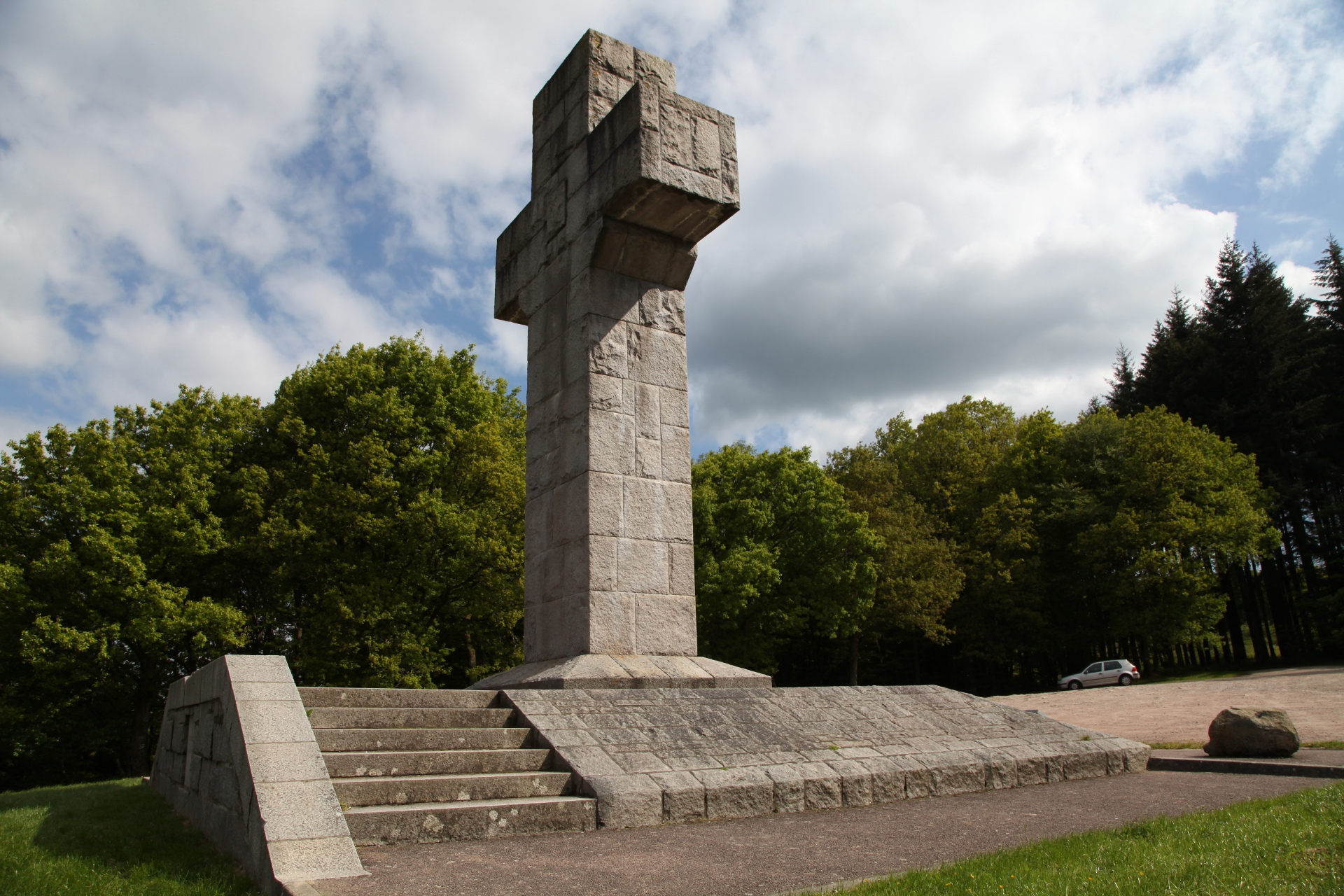
La croix et son socle vue de côté.
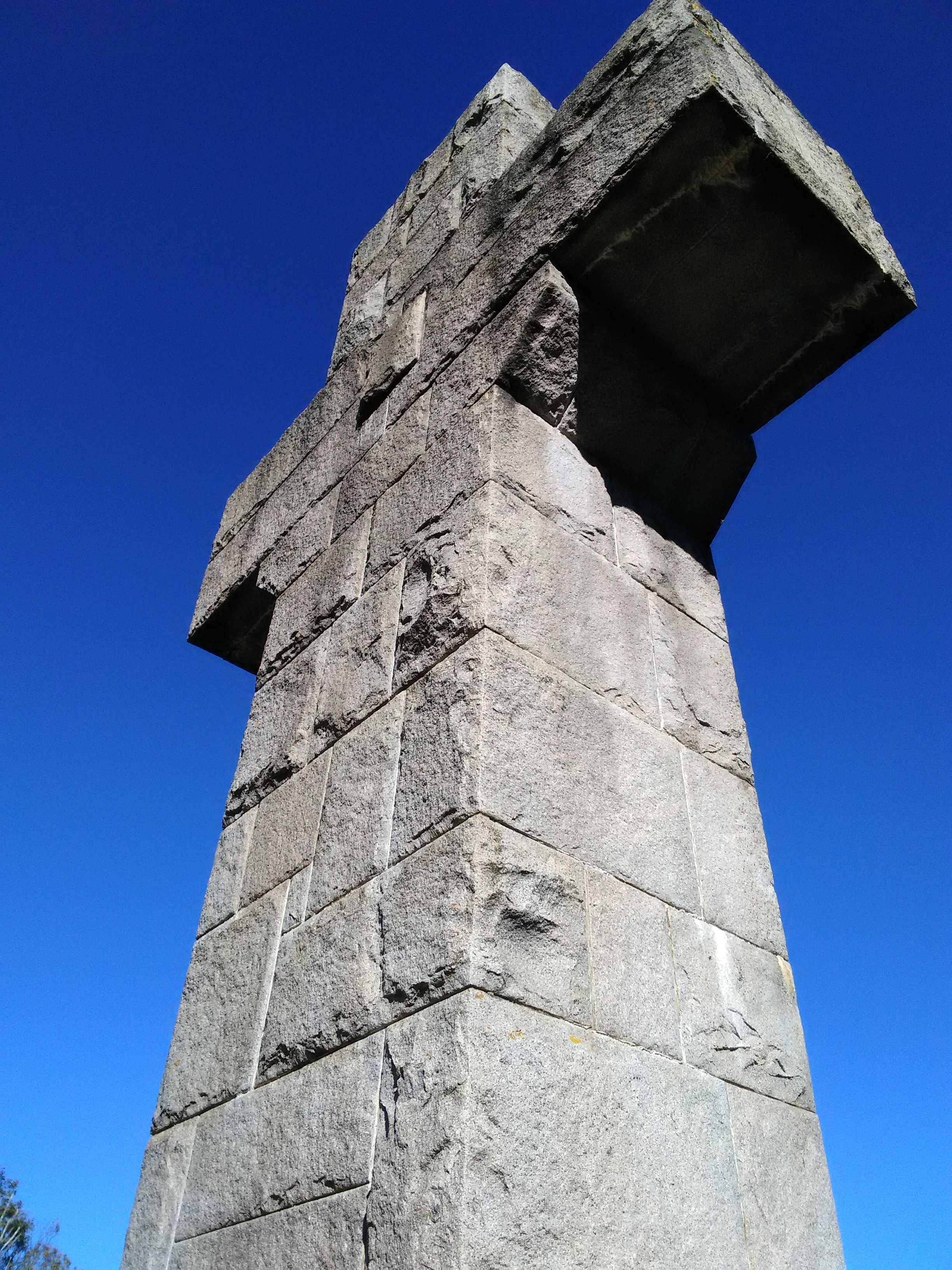
La croix en contre-plongée.

Une citation de Paul Cazin, écrivain autunois, conclusion de son récit de la libération de la ville paru en 1946, La Bataille d'Autun, est présente sur une plaque : 

« Du haut du plateau de Saint-Sébastien, tout au fond de l'immense cuvette des montagnes, tour à tour éteinte ou resplendissante selon le caprice des brumes et de la lumière, je la revis alors, la vieille ville. Elle était là.

Elle était là, sertie de ses pierres vénérables et dressant ses fines ciselures, précieux et séculaire joyau que les démons de la Guerre n'avaient pas réduits en poudre.

Elle était là, la ville sauvée. »

Au pied de la croix, une plaque résume son historique : 

« Credentes liberati sunt
Leur foi les a libérés
Vœu public de Mgr Lebrun, évêque d'Autun, 16 juin 1944
Libération de la ville, 8-10 septembre 1944
Pose de la première pierre par Mgr Piguet, évêque de Clermont, à son retour de Dachau, 9 septembre 1945
Bénédiction de la croix par le cardinal Gerlier, archevêque de Lyon, 7 septembre 1947
Inauguration, 5 septembre 1948 »

Une troisième plaque fait état de la reconnaissance de la ville d'Autun : 

« Reconnaissance de la ville à l'évêché d'Autun pour sa donation »

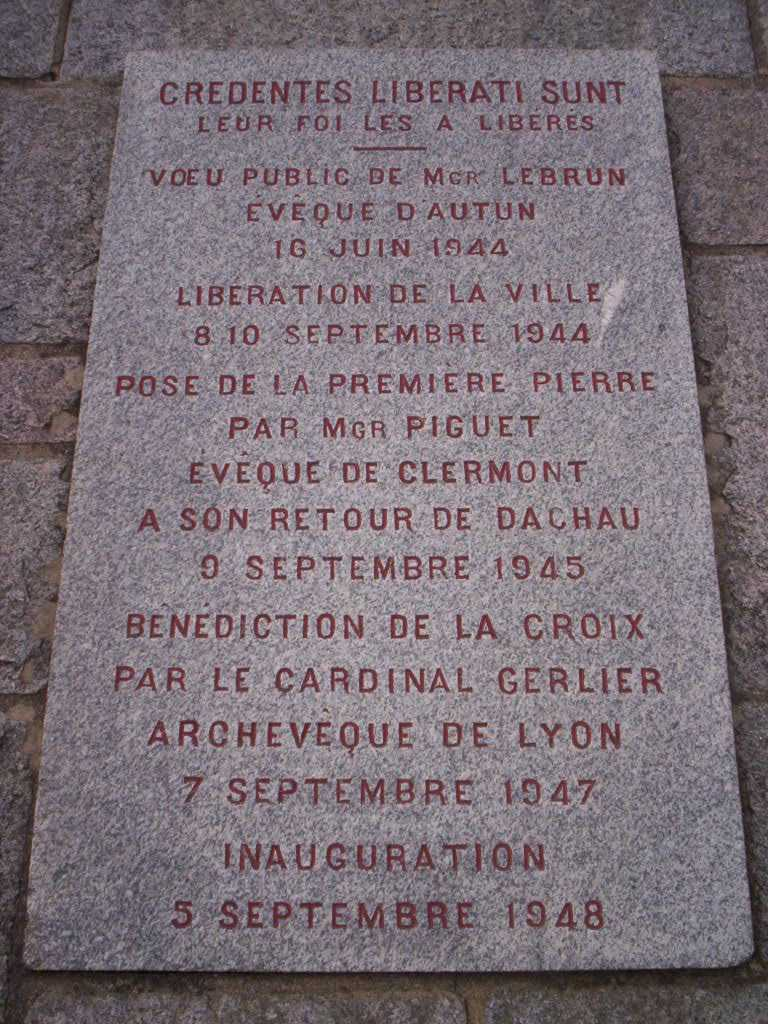
Plaque sur l'origine de la croix de la Libération.
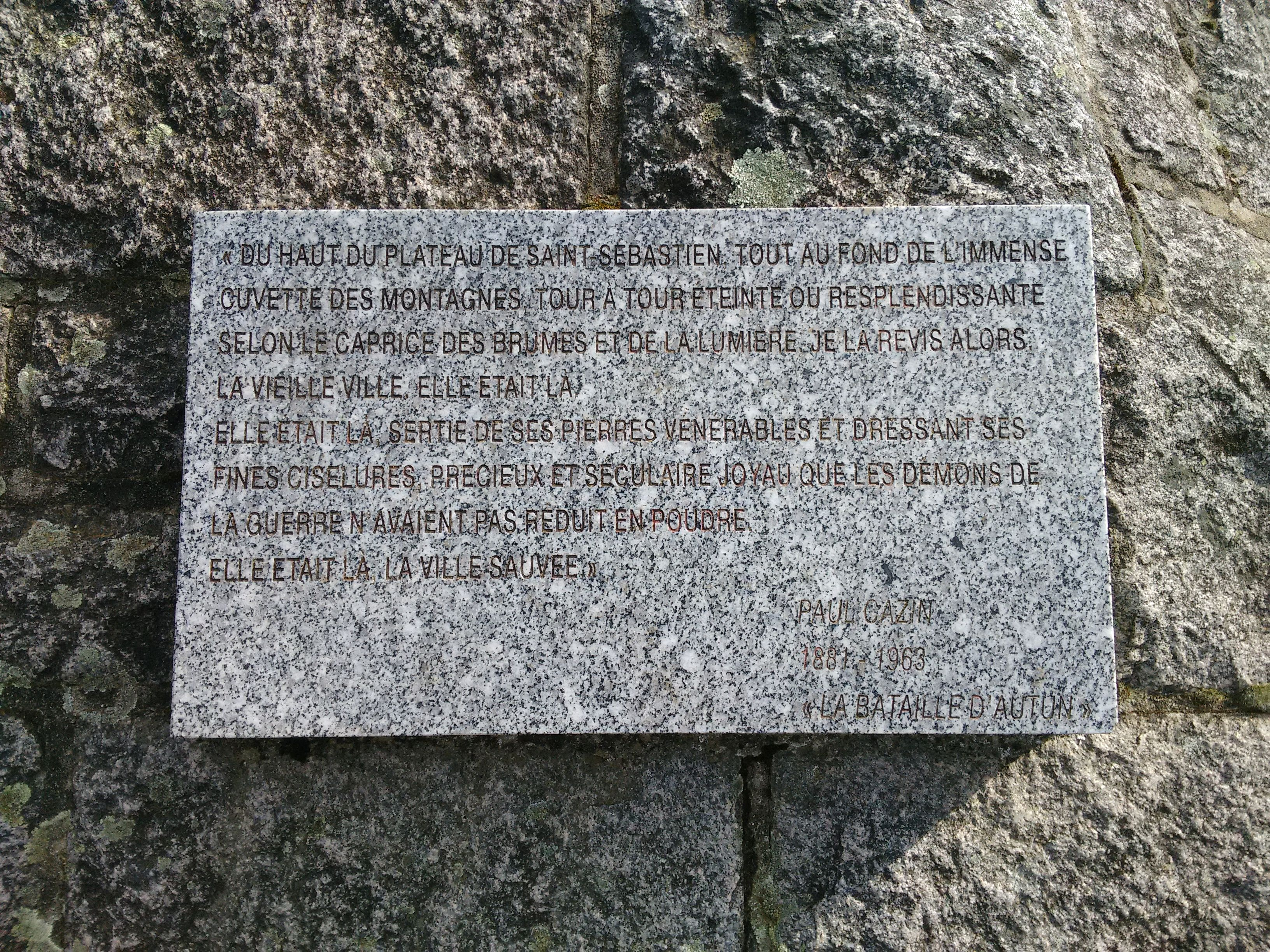
Plaque avec la citation de Paul Cazin.
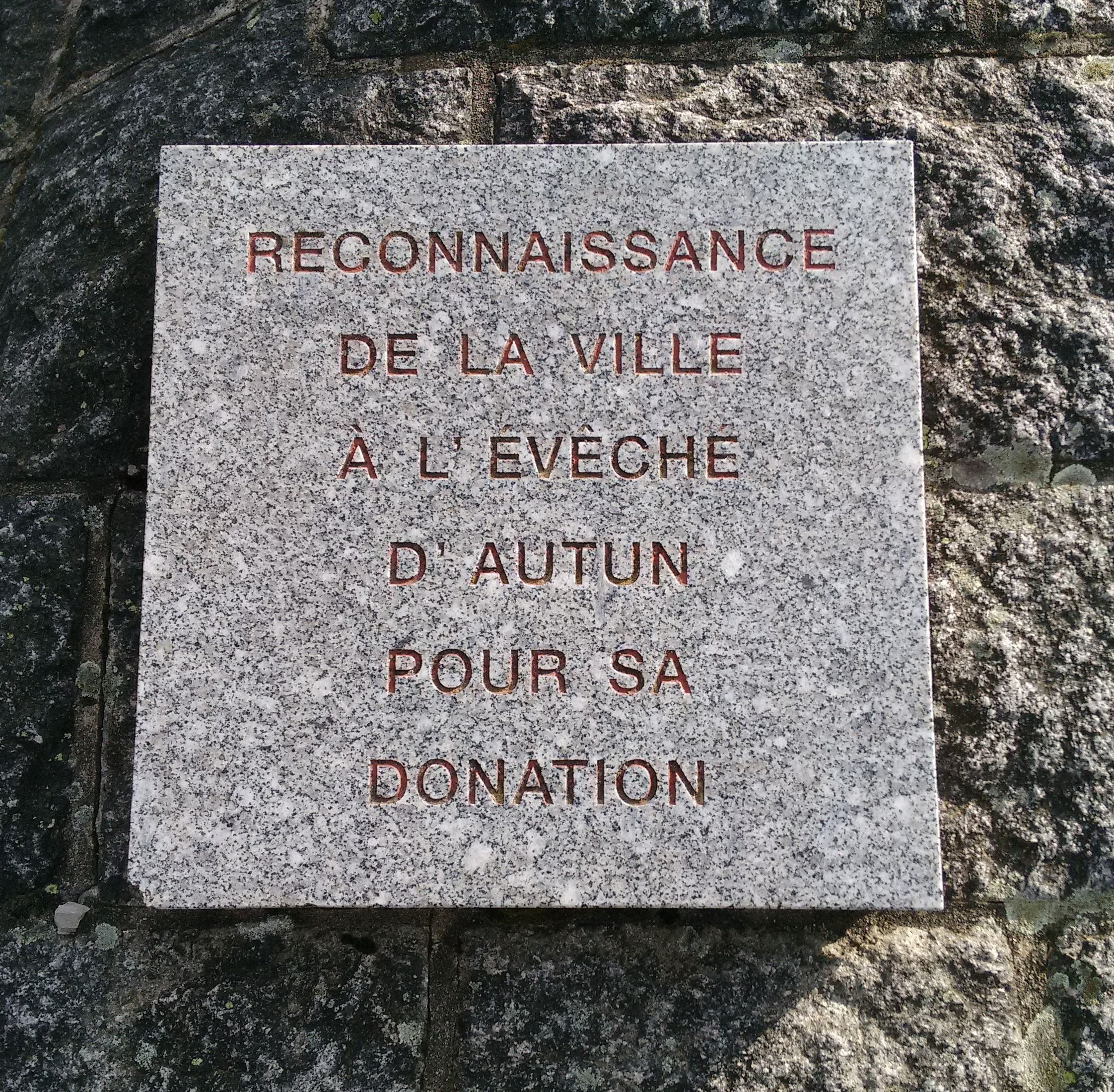
Plaque de la ville remerciant l'évêché d'Autun.

## Activités

### Vol libre
Un site de vol libre pour parapente et deltaplane est administré depuis 1999 par Creusot Vol Libre, structure membre de la Fédération française de vol libre (site no 71A007A). Le départ est effectué depuis le site de la Croix de la Libération, à 588 mètres d'altitude et l'arrivée dans les champs au pied du mont, aux alentours du faubourg Saint-Blaise à 415 mètres d'altitude. Il n'est pas accessible aux personnes à mobilité réduite.